# Studia austriaca

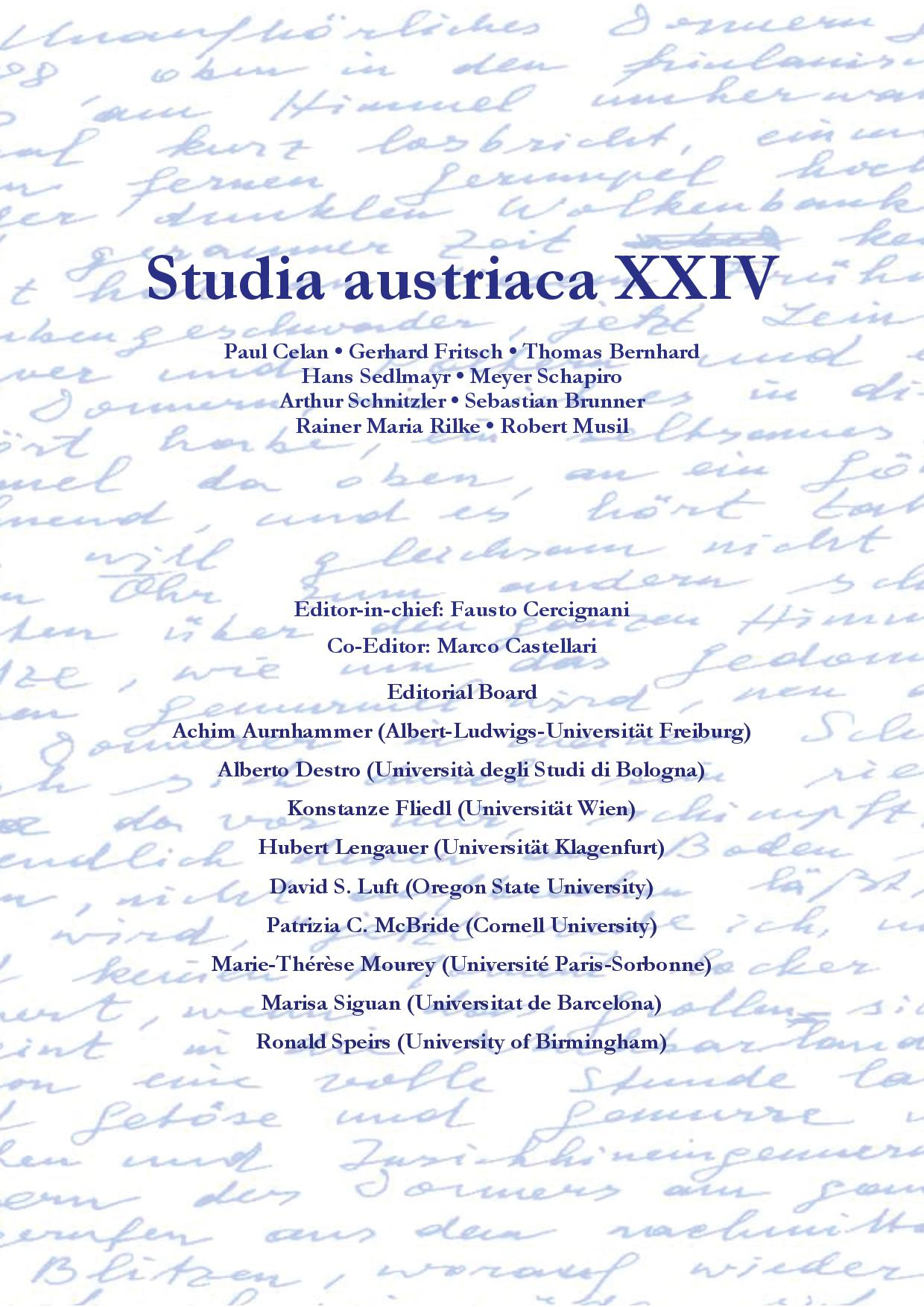
Copertina di "Studia austriaca" 24 (2016)

Studia austriaca (e-ISSN 2385-2925) è un periodico dedicato allo studio della cultura e della letteratura austriaca. È pubblicato annualmente, in primavera, come rivista accademica elettronica ad accesso libero e a revisione paritaria, ospitata dalla Università degli Studi di Milano - Riviste UNIMI sulla piattaforma OJS (Open Journal Systems).

Studia austriaca fu fondata nel 1992 da Fausto Cercignani, che la dirige tuttora.

La rivista è apparsa in rete per la prima volta con il Volume XX (2012).

I volumi I-XIX sono usciti a stampa (p-ISSN 1593-2508) tra il 1992 e il 2011, ma sono attualmente disponibili sul sito web della rivista in formato PDF ricercabile.
Studia austriaca è indicizzata su:

- SCOPUS - The largest abstract and citation database
- ESCI- Web of Science’ Emerging Sources Citation Index
- DOAJ - Directory of Open Access Journals
- ERIH PLUS - The European Reference Index for the Humanities and the Social Sciences
- EZB - Elektronische Zeitschriftenbibliothek
- ZDB - Zeitschriften Datenbank
- BASE - Bielefeld Academic Search Engine
- ROAD - Directory of Open Access Scholarly Resources
- PLEIADI - Portale per la Letteratura Scientifica
- WorldCat - The world's largest library catalog